# Артеменко Анатолій Павлович
Анато́лій Па́влович Арте́менко (19 грудня 1918, с. Прибужани, Ананьївський повіт, Херсонська губернія, Українська Народна Республіка — 27 травня 2019, Москва) — радянський військовий льотчик, генерал-майор авіації (1966), Герой Радянського Союзу (1945), під час Німецько-радянської війни командир ескадрильї 93 гвардійського штурмового авіаційного полку 5-ї гвардійської штурмової авіаційної дивізії 2-го гвардійського штурмового авіаційного корпусу 2-ї повітряної армії 1-го Українського фронту.

## Життєпис
Народився 19 грудня 1918 року в селі Прибужани Ананьївського повіту Херсонської губернії в селянській родині. Українець. Член ВКП(б) з 1943 року.
У 1934 році закінчив 7 класів і Миколаївський будівельний технікум. Працював у конструкторському бюро суднобудівного заводу, вчився в аероклубі.
У 1940 році призваний до лав РСЧА. У 1941 році закінчив Херсонську військову авіаційну школу пілотів. Після закінчення школи залишений при ній льотчиком-інструктором.
Учасник німецько-радянської війни з 1943 року. Воював на Південно-Західному, 1-му та 3-му Українських фронтах.
Командир ескадрильї 93-го гвардійського штурмового авіаційного полку 5-ї гвардійської штурмової авіаційної дивізії 2-го гвардійського штурмового авіаційного корпусу 2-ї повітряної армії гвардії капітан Анатолій Артеменко за роки війни здійснив 186 бойових вильотівна штурмовку укріплень, скупчень живої сили і техніки супротивника. У повітряних боях збив 3 ворожі бомбардувальники і 1 винищувач.
Після війни продовжив службу у ВПС СРСР. У 1953 році з відзнакою закінчив Військово-політичну академію. Був заступником командира 448-го штурмового авіаційного полку з політчастини, згодом — інспектором Політуправління ВПС.
У 1957—1959 роках — інструктор відділу адміністративних органів ЦК КПРС.
У 1959 році призначається начальником політвідділу винищувального авіаційного корпусу Групи радянських військ в Німеччині.
У 1966 році Анатолію Артеменку надано звання генерал-майора авіації. Був заступником командира — начальником політвідділу Науково-дослідного інституту авіаційної та космічної медицини.
У 1970 році Анатолій Артеменко призначається начальником авіаційного факультету Військово-політичної академії імені В. І. Леніна.
З 1975 року генерал-майор авіації Анатолій Артеменко — в запасі. Працював у Всесоюзному товаристві «Знання», де очолював секцію військово-патріотичного виховання молоді.
Жив у місті Москва. Помер 27 травня 2019 року. Похований на Троєкурівському цвинтарі.

## Нагороди і почесні звання
Указом Президії Верховної Ради СРСР від 27 червня 1945 року капітану Артеменко Анатолію Павловичу надано звання Героя Радянського Союзу з врученням ордена Леніна і медалі «Золота Зірка» (№ 6589).
Також нагороджений двома орденами Червоного Прапора, орденами Вітчизняної війни 1-го та 2-го ступенів, Олександра Невського, Червоної Зірки, «За службу Батьківщині в Збройних Силах СРСР» 3-го ступеня, орденами Німецької Демократичної Республіки і Румунії, медалями.
Почесний громадянин міста Вознесенська.